# Hildur Guðnadóttir
Hildur Ingveldardóttir Guðnadóttir (Reykjavik, 4 de septiembre de 1982) es una compositora y chelista islandesa. En 2020 ganó un Globo de Oro, un Premio de la Crítica Cinematográfica, un Premio BAFTA y un Premio Oscar por Mejor Banda Sonora en la película Joker.

## Biografía
Hildur Guðnadóttir nació en 1982 à Reykjavik y creció en Hafnarfjörður. Proviene de una familia de músicos. Su padre Guðni Franzson, es compositor, clarinetista y profesor de música y su madre Ingveldur Guðrún Ólafsdóttir, es cantante de ópera. Empezó a tocar el violoncelo a los cinco años y debutó a los diez años acompañando a su madre. Empezó a estudiar en la Reykjavik Music Academy composición y nuevos medios en la Iceland University of the Arts y la Universidad de las Artes de Berlín.
Ha colaborado con varios grupos musicales: Pan Sonic, Throbbing Gristle y Múm, al igual que en su proyecto en solitario titulado Lost in Hildurness. También ha realizado giras junto con artistas como Animal Collective y Sunn O))). Como compositora, destacan Sumardagur; estrenada en el Teatro Nacional de Islandia, y colaboraciones en producciones cinematográficas y televisivas como Kapringen y Chernobyl. Ganadora del Oscar por su trabajo en la película Joker de Todd Phillips.
En 2007 publicó Mount A siendo su primer álbum en solitario y el cual fue grabado entre Nueva York y Hólar. Dos años después publicaría su segundo trabajo: Without Sinking.
En 2018 colaboró junto con Jóhann Jóhannsson en la composición de la película María Magdalena. En el mismo año compondría también la banda sonora del filme Sicario: Day of the Soldado.
En 2020 ganó un Globo de Oro, un Premio de la Crítica Cinematográfica, un Premio BAFTA y un Premio Oscar por Mejor Banda Sonora en la película Joker.
En 2021 ganó un Premios Grammy por Mejor Álbum de Banda Sonora para Medio Visual en la película Joker.

## Vida personal
Guðnadóttire reside en Berlín con su hijo (nacido en 2012). Está casada con Sam Slater, un compositor y productor inglés, con el que ha colaborado en múltiples proyectos como Chernobyl  y Joker.

## La música como herramienta social
Considera que sus composiciones pueden ser herramientas para actuar socialmente. Se ha pronunciado sobre el drama de los refugiados. También ha manifestado su especial preocupación por la inclusión de las mujeres en el cine: "Siento que tengo que hablar cuando hay maltrato hacia las personas, es una obligación moral. Pienso que la música es una buena herramienta para concienciar sobre la igualdad."

## Discografía
- 2006: Mount A (reeditado en 2010)
- 2009: Without Sinking
- 2012: Leyfðu Ljósinu
- 2014: Saman
- 2019: Chernobyl
- 2019: Joker
- 2021: Battlefield 2042

## Filmografía

### Cine
| Año  | Título                                               | Director              | Observaciones                                     |
| ---- | ---------------------------------------------------- | --------------------- | ------------------------------------------------- |
| 2011 | The Bleeding House                                   | Philip Gelatt         | Compositora                                       |
| 2012 | Kapringen                                            | Tobias Lindholm       | Compositora                                       |
| 2012 | Astro, Uma Fábula Urbana em um Rio de Janeiro Mágico | Paula Trabulsi        | Compositora                                       |
| 2013 | Jîn                                                  | Reha Erdem            | Compositora                                       |
| 2013 | Prisoners                                            | Denis Villeneuve      | Solo chelista                                     |
| 2015 | Sicario                                              | Denis Villeneuve      | Solo chelista                                     |
| 2015 | El renacido                                          | Alejandro G. Iñárritu | Solo chelista                                     |
| 2016 | Eiðurinn                                             | Baltasar Kormákur     | Compositora                                       |
| 2016 | La llegada                                           | Denis Villeneuve      | Solo chelista                                     |
| 2017 | Tom of Finland                                       | Dome Karukoski        | Compositora junto con Lasse Enersen               |
| 2017 | Journey's End                                        | Saul Dibb             | Compositora junto con Natalie Holt                |
| 2018 | María Magdalena                                      | Garth Davis           | Compositora junto con Jóhann Jóhannsson Percusión |
| 2018 | Sicario: Day of the Soldado                          | Stefano Sollima       | Compositora                                       |
| 2019 | Joker                                                | Todd Phillips         | Compositora                                       |
| 2022 | Tár                                                  | Todd Field            | Compositora                                       |
| 2022 | Ellas hablan                                         | Sarah Polley          | Compositora                                       |
| 2023 | A Haunting in Venice                                 | Kenneth Branagh       | Compositora                                       |

### TV
| Año       | Título                                        | Estudio                                                                           | Episodios | Observaciones                                     |
| --------- | --------------------------------------------- | --------------------------------------------------------------------------------- | --------- | ------------------------------------------------- |
| 2013      | Graduates – Freedom Is Not For Free           | Hailstone                                                                         |           | Compositora Docufilm                              |
| 2014      | Så meget godt i vente                         | Documental                                                                        |           | Compositora Docufilm                              |
| 2014      | Ming Of Harlem: Twenty One Storeys In The Air | - Big Other Films - The Wellcome Trust - Picture Palace Pictures - Michigan Films |           | Compositora Docufilm                              |
| 2015-2018 | Ófærð                                         | RÚV                                                                               | 20        | Compositora junto con Jóhann Jóhannsson           |
| 2017      | Strong Island                                 | Netflix                                                                           |           | Compositora Docufilm                              |
| 2017      | The Departure                                 | Pandora                                                                           |           | Compositora Docufilm                              |
| 2018      | Street Spirits                                | V71                                                                               |           | Compositora junto con Eric Papky Serie documental |
| 2019      | Chernobyl                                     | HBO (USA) Sky (RU)                                                                |           | Compositora Miniserie                             |